# Sincerely (álbum de Kali Uchis)
Sincerely (estilizado como Sincerely,) es el quinto álbum de estudio de la cantante estadounidense Kali Uchis. Fue publicado el 9 de mayo de 2025 a través del sello discográfico Capitol.
Originalmente conceptualizado como una colección de cartas para ella misma, amigos y cercanos, el proyecto obtuvo una mayor importancia para la cantante con su embarazo previo al desarrollo inicial de composición, y posteriormente luego de completarlo, lidiando con el fallecimiento de su madre por un cáncer pulmonar.

## Lista de canciones
Todas las canciones escritas y compuestas por Karly-Marina Loaiza, excepto «It's Just Us» junto a David «d4vd» Burke y «ILYSMIH» junto a Pooks. 
| N.º   | Título                  | Productor(es)                                    | Duración |  |
| 1.    | «Heaven Is a Home…»     | Kali Uchis Jeff Hazin Nick Ferraro Dylan Wiggins | 4:04     |  |
| 2.    | «Sugar! Honey! Love!»   | Uchis The Outfit                                 | 3:04     |  |
| 3.    | «Lose My Cool,»         | Uchis Josh Crocker                               | 5:56     |  |
| 4.    | «It's Just Us»          | Uchis David Burke                                | 3:00     |  |
| 5.    | «For: You»              | Uchis Hazin Ferraro Wiggins                      | 3:13     |  |
| 6.    | «Silk Lingerie,»        | Uchis Vegyn Wiggins                              | 4:07     |  |
| 7.    | «Territorial»           | Uchis Hazin Ferraro                              | 3:14     |  |
| 8.    | «Fall Apart,»           | Uchis Crocker Alex Goose                         | 3:06     |  |
| 9.    | «All I Can Say»         | Uchis 54 Ultra Vince Chiarito                    | 3:07     |  |
| 10.   | «Daggers!»              | Uchis Crocker Tom Henry                          | 3:06     |  |
| 11.   | «Angels All Around Me…» | Uchis Leon Michels Wiggins                       | 5:34     |  |
| 12.   | «Breeze!»               | Uchis Al Shux Wiggins                            | 2:24     |  |
| 13.   | «Sunshine & Rain…»      | Uchis Wiggins                                    | 3:17     |  |
| 14.   | «ILYSMIH»               | Uchis Crocker Wiggins                            | 3:33     |  |
| 50:52 |                         |                                                  |          |  |